# Pardosa laidlawi
Pardosa laidlawi là một loài nhện trong họ Lycosidae.
Loài này thuộc chi Pardosa. Pardosa laidlawi được Eugène Simon miêu tả năm 1901.